# Bangladeshs herrlandslag i fotboll
Bangladeshs herrlandslag i fotboll

## Historik
Bangladeshs fotbollsförbund bildades 1972 och är medlem av Fifa och AFC.
Bangladeshs främsta meriter är deltagandet i Asiatiska mästerskapet 1980 i Kuwait samt regionala mästerskapstitlar 1999 och 2003.

### VM
- 1930 till 1938 - Del av Brittiska Indien
- 1950 till 1970 - Del av Pakistan
- 1974 - Deltog ej
- 1978 - Deltog ej
- 1982 - Deltog ej
- 1986 till 2018 - Kvalade inte in

I kvalet till VM i Tyskland 2006 åkte man ut i förkvalet efter två förluster mot Tadzjikistan med sammanlagt 0-4.

### Asiatiska mästerskapet
- 1956 - Del av Pakistan
- 1960 - Del av Pakistan
- 1964 - Del av Pakistan
- 1968 - Del av Pakistan
- 1972 - Deltog ej
- 1976 - Deltog ej
- 1980 - Första omgången
- 1984 - Kvalade inte in
- 1988 - Kvalade inte in
- 1992 - Kvalade inte in
- 1996 - Drog sig ur
- 2000 - Kvalade inte in
- 2004 - Kvalade inte in
- 2007 - Kvalade inte in

Bangladesh förlorade samtliga fyra matcher i mästerskapet 1980 mot Nordkorea (2-3), Kina (0-6), Syrien (0-1) och Iran (0-7).

### AFC Challenge Cup
- 2006 - Kvartsfinal

Åkte ut i andra omgången efter 1-6 mot Tadzjikistan.

### Asiatiska spelen
- 1951 - Del av Pakistan
- 1954 - Del av Pakistan
- 1958 - Del av Pakistan
- 1962 - Del av Pakistan
- 1966 - Del av Pakistan
- 1970 - Del av Pakistan
- 1974 - Deltog ej
- 1978 - Första omgången
- 1982 - Första omgången
- 1986 - Första omgången
- 1990 - Första omgången
- 1994 - Deltog ej
- 1998 - Deltog ej
- 2002(1) - Första omgången
- 2006(1) - n/a

### South Asian Football Federation Gold Cup
- 1993 - Deltog ej
- 1995 - Semifinal
- 1997 - Första omgången
- 1999 - 2:a plats
- 2003 - 1:a plats
- 2005 - 2:a plats

Bangladesh vann turneringen 2003 på hemmaplan efter 1-1 vid full tid och 5-3 på straffsparkar mot Maldiverna. I semifinalen hade man slagit ut Indien med 2-1.
2005 tog Indien revansch och vann finalen med 2-0; samma siffror som i finalen 1999.

### Sydasiatiska spelen
- 1984 - 2:a plats
- 1985 - 2:a plats
- 1987 - 4:e plats
- 1989 - 2:a plats
- 1991 - 3:e plats
- 1993 - Första omgången
- 1995 - 2:a plats
- 1999 - 1:a plats
- 2004(2) - Första omgången
- 2006(2) - Första omgången

Bangladesh tog revansch på Nepal i 1999 års turnering; 1984 hade man vunnit gruppspelet men förlorat i omspelsmatchen med 2-4. 1999 besegrade man Nepal i finalen med 1-0. Båda turneringarna spelades i Nepal.